# Probles neoversutus
Probles neoversutus är en stekelart som först beskrevs av Horstmann 1967.  Probles neoversutus ingår i släktet Probles och familjen brokparasitsteklar. Arten är reproducerande i Sverige. Inga underarter finns listade i Catalogue of Life.